# في 100 عام ... (أغنية)
«في 100 عام...» (بالإنجليزية: In 100 Years...)‏ هي أغنية لفرقة البوب الألمانية مودرن توكينغ. تم إصدارها في نوفمبر 1987. الأغنية هي الأغنية الوحيدة من الألبوم السادس للفرقة «في حديقة الزهرة». كان الإصدار الأخير للثنائي قبل انفصالهما في وقت لاحق من ذلك العام.
تدور الأغنية حول شخص يعتقد أن النقص الحالي في التعاطف والتفاهم قد يؤدي إلى مستقبل بائس تكون فيه المشاعر، بما في ذلك الحب، غير قانونية، وفيه تكون التعبيرات عن الرومانسية والإنسانية مجرد ذكرى بعيدة.

## قائمة التشغيل
12 "ماكسي هانزا 609543 عام 1987
1. «في 100 عام. .». (نسخة طويلة - فيوتشر ميكس) - 6:39
2. «في 100 عام. .». (الجزء الأول) - 3:58
3. «في 100 عام. .». (الجزء الثاني) - 4:06

7 "Single Hansa 109543 year 1987
1. «في 100 عام. .». (الجزء الأول) - 3:58
2. «في 100 عام. .». (الجزء الثاني) - 4:06

## روابط خارجية
- كلمات الأغنية الكاملة على مترولايركس
- In 100 Years ... على Discogs (قائمة بالإصدارات)